# Type C1-schip

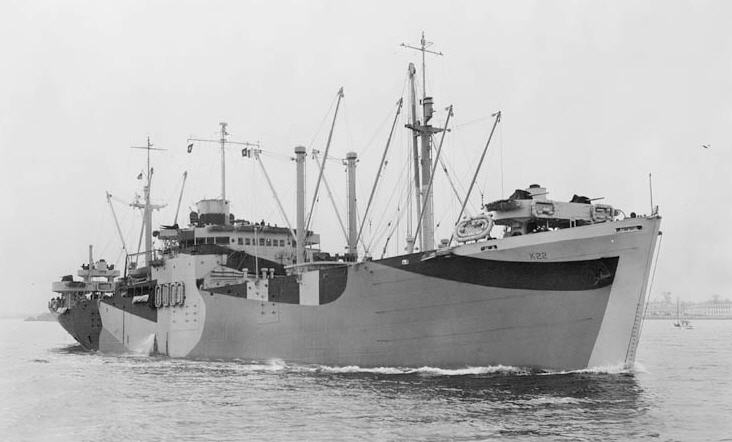
USS Fomalhaut (AK-22) was op 25 januari 1941 bij Pennsylvania Shipyards als Cape Lookout, een type C1-A schip, tewatergelaten en later verbouwd.

Type C1-schepen zijn kleine vrachtschepen die werden gebouwd voor de United States Maritime Commission voor en tijdens de Tweede Wereldoorlog. De C1-typen waren de kleinste van de drie originele ontwerpen van de Maritime Commission.

## C1-A, C1-B
De scheepstypen C1-A en C1-B waren van een gelijk ontwerp. Beide typen werden gebouwd met ofwel een dieselmotor, ofwel een stoomturbine en hadden een topsnelheid van 14 knopen. Het belangrijkste verschil was dat de C1-A een shelterdekschip was, terwijl de C1-B een voldekschip (Engels: full scantling) was. Een voldekschip heeft een of meerdere dekken die over de gehele lengte van het schip doorlopen. Dit had als belangrijkste voordeel dat meer lading meegenomen kon worden. Een shelterdekschip heeft een lichtere constructie en moet een grotere uitwatering hebben en mag daarom minder diep worden afgeladen. De schepen hadden eigen laadgerei en telden vijf ruimen, waarvan drie voor en twee achter de brug.
Alle schepen van het type C1-A werden gebouwd door Pennsylvania Shipyards, Inc. in Beaumont, Texas. De schepen van het type C1-B werden op zes verschillende werven gebouwd, de meerderheid daarvan bij Consolidated Steel Corporation in Wilmington, Californië. Met uitzondering van de schepen die voor specifieke lijndiensten werden gebouwd, kreeg de meerderheid van de C1-A's en C1-B's een naam die begon met Cape, zoals het SS Cape Hatteras.
Het subtype C1-S-AY1 — alle gebouwd bij Consolidated in Californië — was een aangepast ontwerp van het C1-A/C1-B-type voor gebruik als troepenschip door Groot-Brittannië. Deze schepen kregen alle namen beginnend met Empire, zoals het SS Empire Spearhead.
Van de C1's zijn er tijdens de oorlog 16 gezonken. Na de oorlog werden 94 exemplaren verkocht aan particuliere reders, waarvan 48 stuks in buitenlandse handen terecht zijn gekomen.

## C1-M Type

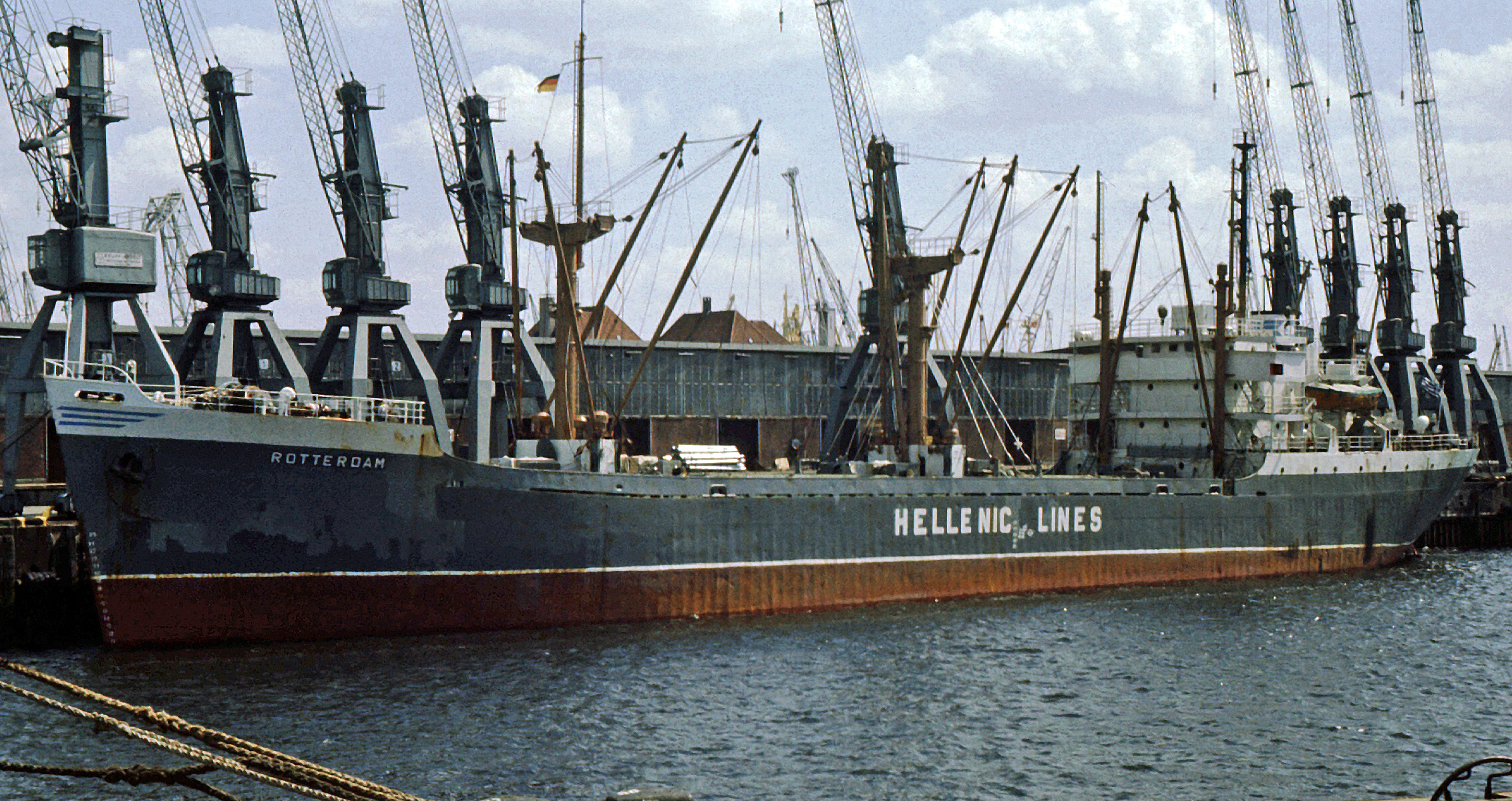
Coastal Captain (type C1-M-AV1) sailed as Rotterdam until 1981

De schepen van het type C1-M waren ontworpen voor kleinere afstanden, hetzij langs de kust, hetzij voor island hopping in de Grote Oceaan. Deze schepen hadden een beperkte diepgang en waren geschikt om kleinere havens aan te lopen. Vanwege de kortere afstanden was een snelheid van 11 knopen voldoende.
Het subtype C1-M-AV1, een vrachtschip met scheepsdieselmotor, was het meest talrijk. Deze hadden een tonnage van circa 3.800 brt en een draagvermogen van 6000 ton. Ze waren voorzien van een tweetaktdieselmotor met zes cilinders van Nordberg Manufacturing Co., Milwaukee, met een vermogen van 1750 pk. Ze hadden een actieradius van 14.500 zeemijl. Ongeveer 215 schepen van dit type werd op tien verschillende werven gebouwd. Consolidated Steel Corp., Ltd. in Wilmington, Californië bouwde de meeste schepen, ongeveer een kwart van het totaal. Deze schepen werden naar knopen (knot) vernoemd, zoals het SS Emerald Knot, of waren namen die begonnen met "Coastal", zoals het SS Coastal Ranger. Ongeveer 65 schepen van dit subtype werden voor de Amerikaanse marine gebouwd. Deze schepen werden over het algemeen naar counties in de VS vernoemd.
Van het subtype C1-ME-AV6 werd slechts één schip gebouwd, het SS Coastal Liberator. In plaats van een stoomturbine maakte dit schip gebruik van diesel-elektrische voortstuwing van 2200 pk. Vier schepen van het subtype C1-MT-BU1 werden gebouwd als houtschepen. Deze kregen een naam die bestond uit een combinatie van Amerikaanse staten en bomen, zoals het SS California Redwood.
Het laatste subtype, C1-M-AV8, had een verstelbare schroef. Oorspronkelijk was er maar één schip van dit type gepland, maar later werden vijf C1-M-AV1-schepen omgebouwd naar dit type voor Frankrijk.

## Specificaties Type C1
| Type                  | C1-A Shelterdek | C1-B Full scantling | C1-M      |
| --------------------- | --------------- | ------------------- | --------- |
| Lengte over alles     | 125,6 m         | 127,3 m             | 103,2 m   |
| Breedte op de spanten | 18,3 m          | 18,3 m              | 15,2 m    |
| Holte                 | 11,4 m          | 11,4 m              | 8,8 m     |
| Diepgang              | 7,2 m           | 8,4 m               | 5,5 m     |
| Bruto tonnage         | 5028            | 6750                | 3805      |
| Draagvermogen, stoom  | 6240            | 7815                | N/A       |
| Draagvermogen, diesel | 6440            | 8015                | 5032      |
| Snelheid              | 14 knopen       | 14 knopen           | 11 knopen |
| Vermogen (pk)         | 4000            | 4000                | 1750      |

## Aantallen Type C1
| Type      | Aantal | Benaming                                                         |
| --------- | ------ | ---------------------------------------------------------------- |
| C1-A      | 67     | Cape-schepen, SS Cape Farewell                                   |
| C1-B      | 95     | ook Cape-schepen SS Cape Kumukaki                                |
| C1-S-AY1  | 13     | Empire-schepen, SS Empire Spearhead                              |
| C1-M-AV1  | 217    | Knot-schepen, SS Emerald Knot Coastal schepen, SS Coastal Ranger |
| C1-MT-BU1 | 4      | Tree-schepen, SS California Redwood                              |
| C1-ME-AV6 | 1      | Slechts één, SS Coastal Liberator                                |
| C1-M-AV8  | 11     | Oorspronkelijk Knot                                              |

## Flying Enterprise
De Flying Enterprise, ex-Cape Kumukaki, is waarschijnlijk het meest bekende C1-schip. Tijdens een zware storm op 28-29 december 1951 maakte het vrachtschip zware slagzij naar bakboord. Er werd om hulp gevraagd en de kapitein Kurt Carlsen gaf al zijn bemanningsleden opdracht om van boord gaan. Hijzelf bleef alleen achter op het schip in de buurt van de radiokamer. Na dertien dagen, op 10 januari 1952 begon het vrachtschip nog gevaarlijker over te hellen, zodat Carlsen het schip ook moest verlaten. Het vrachtschip ging ten onder in zware zee, op 60 kilometer ten westen van Cornwall. Heel de wereld volgde destijds de avonturen van deze kapitein, die ondanks de zware omstandigheden aan boord bleef. Kapitein Carlsen werd als een held rondgevoerd in een open limousine tijdens een ticker-tape parade door de straten van New York, onder gejuich van de vele toeschouwers.

## Referentie
- Frederic C. Lane, Ships for Victory: A History of Shipbuilding under the U.S. Maritime Commission in World War II, 1951. Baltimore: Johns Hopkins University Press, 2001, ISBN 0-8018-6752-5